# Мірошниченко Ірина Петрівна
Ірина Петрівна Мірошниченко (24 липня 1942, Барнаул — 3 серпня 2023, Москва) — радянська і російська актриса театру і кіно, театральний педагог. Заслужена артистка РРФСР (1976). Народна артистка РРФСР (1988).

## Життєпис
Народилася 24 липня 1942 року в Барнаулі, куди на початку Німецько-радянської війни її батько, молодший політрук Петро Ісаєвич Вайнштейн, був направлений з Москви у складі 22-го запасного стрілецького полку Сибірського військового округу. У 1944 році повернулася з матір'ю до Москви (батько був переведений до штабу Сибірського військового округу і приєднався до сім'ї після демобілізації в серпні 1945 року).
Навчаючись у школі, займалася у студії при театрі Ленінського комсомолу. Там познайомилася з драматургом Михайлом Шатровим, який був старший за неї на дев'ять років. У 1960 році вони одружилися.
У 1961 році вступила до Школи-студії МХАТ (курс В. П. Маркова). На третьому курсі дебютувала у кіно у фільмі Георгія Данелії «Я крокую по Москві».
Після закінчення школи-студії Ірину прийняли до МХАТу. Ролі актриси — Маша у виставі «Чайка», місис Чівлі в «Ідеальному чоловікові», Женя у виставі «Валентин і Валентина», Ольга у виставі «Три сестри», Даша у «Соло для годинника з боєм», Ася у «Вдівці», Інга в «Першому дні свободи», Серафіна делла Роза в «Татуйованій троянді», Аркадіна в «Чайці», Раневська у «Вишневому саду» А. П. Чехова та багато інших.
Першою великою роботою актриси у кіно стала роль розвідниці Галини Ортинської у фільмі «Їх знали тільки в обличчя» (1966). В «Андрії Рубльові» А. А. Тарковського Ірина Мірошниченко зіграла роль Марії Магдалини. Також знялася у фільмах «Дядя Ваня», «Кремлівські куранти», «Прийшов солдат з фронту», «...та інші офіційні особи», «Вам і не снилося…», «Рудий, чесний, закоханий», «Таємниці мадам Вонг», «Зимова вишня» (2 та 3 частини), «Журавлина в цукрі».
1972 року на зйомках фільму «Це солодке слово — свобода!» познайомилася із режисером Вітаутасом Жалакявічусом, який став її другим чоловіком. Шлюб протримався кілька місяців. Через кілька років вийшла втретє заміж за колегу по театру Ігоря Васильєва. Через п'ять років вони розлучилися.
Викладала (запрошений педагог) в Академії кінематографічного і театрального мистецтва М.С. Михалкова.
Померла 3 серпня 2023 року у Москві в 81-річному віці.

### Сім'я
- Батько — Петро Ісаєвич (Ісаакович) Вайнштейн (1915—1984, уродженець містечка Дунаївці Ушицького повіту Подільської губернії. Повернувшись після війни інвалідом, працював завгоспом у поліклініці, потім до кінця життя у Санаторії імені Артема в Хімках. Батьки розлучилися, коли їхня донька закінчила театральне училище.
- Мати — Катерина Антонівна Мірошниченко (1912—2005), вчилася акторської професії в О. Я. Таїрова, але після арешту її першого чоловіка (і батька брата Ірини — Рудольфа) Івана Ігнатовича Толпєжнікова (1900—1937) її кар'єра припинилася назавжди. Працювала в Москонцерті, де познайомилася зі своїм третім чоловіком (з 1965 року), акомпаніатором Яковом Пінхусовичем Розенкером (нар. 1937).
- Перший чоловік (1960—1972) — Михайло Пилипович Шатров (1932—2010), драматург, сценарист, лауреат Державної премії СРСР (1983).
- Другий чоловік (1972) — Вітаутас Пранович Жалакявічюс (1930—1996), кінорежисер, народний артист РРФСР (1980), народний артист Литовської РСР (1981), лауреат Державної премії СРСР (1967).
- Третій чоловік (1975—1980) — Ігор Олексійович Васильєв (1938—2007), актор, народний артист РФ (2003).
- 1994 року на першоквітневому жартівливому випуску капітал-шоу «Поле чудес» було оголошено про «весілля» ведучого програми Леоніда Якубовича та Ірини Мірошниченко. В одному з наступних випусків Ірина Петрівна заявила, що її тривалий час завалювали питаннями, не вірячи в те, що це першоквітневий розіграш.

## Ролі у театрі

### Студія Ленкома
- 1959 — «Гліб Космачов приймає бій» за п'єсою Михайла Шатрова; реж. Михайло Шатров, О. Ремез, В. Андрєєв, Володимир Ворошилов
- 1959 — Лариса Огудалова — «Безприданниця» за п'єсою Олександра Островського; реж. Володимир Ворошилов

### Школа-студія МХАТ
- 1962 — «Двоє на гойдалках» за п'єсою Вільяма  Гібсона — Гітель Моска
- 1965 — «Дядечків сон» за повістю Федора Достоєвського — Марія Олександрівна (дипломний спектакль)

### МХАТ
- 1965 — «Синій птах» за п'єсою Моріса Метерлінка — чорна людина (масовка) / Фея Бірюліна [введення]
- 1966 — «Тяжке звинувачення» Л. Шейніна; реж. Борис Ліванов — вчителька Бєлобородова
- 1967 — «Будні та свята» за п'єсою Олександра Галича та І. Грекової — Зіна
- 1968 — «Вдівець» А. Штейна — Ася
- 1968 — «Три сестри» за п'єсою Антона Чехова; реж. Володимира Немировича-Данченка, Ніна Литовцева, Йосип Раєвський — Ольга
- 1968 — «Чайка» за п'єсою Антона Чехова; реж. Борис Ліванов — Маша Шамраєва
- 1969 — «Перший день свободи» за п'єсою Л. Кручковського — Інга
- 1970 — «Єдиний свідок» за п'єсою Л. і П. Турів — Коліненко
- 1971 — «Ідеальний чоловік» за п'єсою Оскара Вайлда, реж. Віктор Станіцин — Місіс Чівлі [введення]
- 1971 — «Валентин і Валентина» за п'єсою Михайла Рощина; реж. Олег Єфремов — Женя
- 1973 — «Старий Новий рік» за п'єсою Михайла Рощина; реж. Олег Єфремов — Клава Полуорлова
- 1973 — «Соло для годинника з боєм» за п'єсою Освальда Заградника; реж. Анатолій Васильєв — Даша Висоцька
- 1974 — «Останні дні» за п'єсою Михайла Булгакова — Пушкіна
- 1975 — «Мідна бабуся» за п'єсою Леоніда Зоріна; реж. Анатолій Васильєв, Олег Єфремов — Карамзіна
- 1975 — «Ешелон» за п'єсою М. Рощина; реж. Анатолія Ефрос — Іва
- 1976 — «Ідучи, озирнися!» за п'єсою Едуарда Володарського — Любов Крохіна
- 1976 — «Три сестри» за п'єсою Антона Чехова [нова редакція] — Маша
- 1977 — «Шосте липня» за п'єсою Михайла Шатрова — Спірідонова
- 1977 — «Іванов» за п'єсою Антона Чехова; реж. Олег Єфремов — Анна Петрівна
- 1977 — «Чеховські сторінки» за творами Антона Чехова — Тетяна Олексіївна
- 1977 — «Зворотний зв'язок» за п'єсою О. Гельмана — Раєвська
- 1977 — «Мідна бабуся» за п'єсою Леоніда Зоріна; реж. Анатолій Васильєв, Олег Єфремов — Фікельмон [введення]
- 1982 — «Татуйована троянда» за п'єсою Теннессі Вільямса; реж. Роман Віктюк — Серафіна делла Роза
- 1982 — «Украдене щастя» за п'єсою Івана Франка; реж. Роман Віктюк — Анна
- 1984 — «Чайка» за п'єсою Антона Чехова, реж. Олег Єфремов — Аркадіна
- 1987 — «Перламутрова Зінаїда» за п'єсою Михайла Рощина; реж. Олег Єфремов — Актриса
- 1988 — «Срібне весілля» за п'єсою О. Мішаріна; реж. Олег Єфремов, Роза Сирота — Катя
- 1988 — «Дядя Ваня. Сцени з сільського життя» за п'єсою Антона Чехова — Олена Андріївна
- 1988 — «Еквус» за п'єсою Пітера Шеффера; реж. М. Скорик — Естер
- 1989 — «Варвари» за п'єсою Максима Горького — Лідія Павлівна
- 1990 — «Московський хор» за п'єсою Л. Петрушевської; реж. Олег Єфремов, Роза Сирота — Катя
- 1991 — «Вишневий сад» за п'єсою Антона Чехова; реж. Олег Єфремов — Раневська
- 2000 — «Мішин ювілей» за п'єсою А. Гельмана та Р. Нельсона; реж. Олег Єфремов — Катя
- 2001 — «Чайка» за п'єсою Антона Чехова (нова редакція) — Аркадіна
- 2003 — «Трохи ніжності» за п'єсою Альдо Ніколаї; реж. Аркадій Кац (Мала сцена) — П'єра
- 2004 — «Тартюф» за п'єсою Мольєра; реж. Ніна Чусова — Пані Пернель, мати Оргона
- 2011 — «Моя люба Матильда» за п'єсою Ізраеля Горовиця — Матильда
- 2015 — «Мушкетери. Сага. Частина перша»; реж. Костянтин Богомолов — Корольова

## Фільмографія
- 1963 — Я крокую по Москві — Катерина, сестра Миколи
- 1966 — Андрій Рубльов — Марія Магдалина
- 1966 — Їх знали тільки в обличчя — Галина Ортинська
- 1966 — Королівська регата — Віолетта, студентка-скульптор
- 1967 — Микола Бауман — Надія Бауман
- 1968 — Помилка резидента — Рита, лейтенант КДБ
- 1970 — Місія в Кабулі — Марина Лужина
- 1970 — Дядя Ваня — Олена Андріївна Серебрякова
- 1970 — Кремлівські куранти — Клер Шерідан, журналістка
- 1971 — Змова — Шу Холбрук
- 1972 — Штрихи до портрету В. І. Леніна — Марія
- 1973 — Тут наш будинок — Ніна Василівна Щоголєва
- 1974 — Аварія — Симона
- 1974 — Єдина дорога — Гордана
- 1975 — Страх висоти — Інна Кротова
- 1975 — Довіра — Марія Андрєєва
- 1976 — ...та інші офіційні особи — Інна
- 1976 — В одному мікрорайоні — Маша Дружиніна
- 1978 — Любов моя, печаль моя — Сервіназ
- 1978 — Комісія з розслідування — Аня, інженер АЕС
- 1978 — Однокашники — Наталія Латишева
- 1978 — Агент секретної служби — Лідія Флоря, вона же Марія Валуце
- 1979 — Повернемося восени — Надійка
- 1979 — Бабусі надвоє сказали... — камео
- 1979 — Дивак — Ніхаль
- 1980 — Вам і не снилося… — Людмила Сергіївна, мама Каті
- 1980 — Старий Новий рік — Клава Полуорлова
- 1981 — Капелюх — Русалка
- 1982 — Професія — слідчий — Наталія Борисівна Крошина
- 1982 — Ідучи, озирнися... — Любов Крохіна, мати
- 1983 — Визнати винним — Вікторія Павлівна Бойко
- 1983 — Запобіжний захід — Антоніна Степанівна Муравйова
- 1984 — Рудий, чесний, закоханий — фру Аліса, вчителька
- 1984 — Спадщина — Варвара Шумова
- 1985 — Незручна людина — Таїсія
- 1986 — Скарга — Світлана Долиніна
- 1986 — Таємниці мадам Вонг — Мадам Вонг
- 1987 — Наїзники — епізод
- 1987 — Репетитор — камео
- 1989 — Не зійшлися характерами — Наталія Юріївна Горохова
- 1990 — Світ в іншому вимірі — Надія Миколаївна
- 1990 — Зимова вишня 2 — Юлія, дружина Вадима
- 1995 — Журавлина в цукрі — Агнеса
- 1995 — Зимова вишня 3 — Юлія, дружина Вадима
- 2004 — Прощальне відлуння — Анна Сергіївна, мати Шувалова
- 2017 — Зимова вишня 4 — Юлія

## Нагороди
- 1971 — Орден «Знак Пошани»
- 1998, 23 жовтня — Орден «Знак Пошани» (у зв'язку з 100-річчям МХАТа)
- 2008, 24 квітня — Орден «За заслуги перед Вітчизною» IV ступеня
- 2013 — Орден «За внесок в розвиток культури Росії»